# Christa Riffel
Christa Riffel (Karlsruhe, 30 juli 1998) is een Duitse wielrenster. In 2016 won ze het eindklassement van de Energiewacht Tour voor junioren. In dat jaar werd ze tevens Duits kampioene op de weg bij de junioren en in 2018 won ze zilver bij de elite. Vanaf augustus 2017 reed ze bij Canyon-SRAM en in 2021 en 2022 bij Coop-Hitec Products.

## Palmares
2015
- Duits kampioenschap op de weg, junior

2016
- Duits kampioene op de weg, junior
- Eindklassement Energiewacht Tour, junior
- 2e etappe (tijdrit) Albstadt, junior

2018
- Duits kampioenschap op de weg, elite

## Ploegen

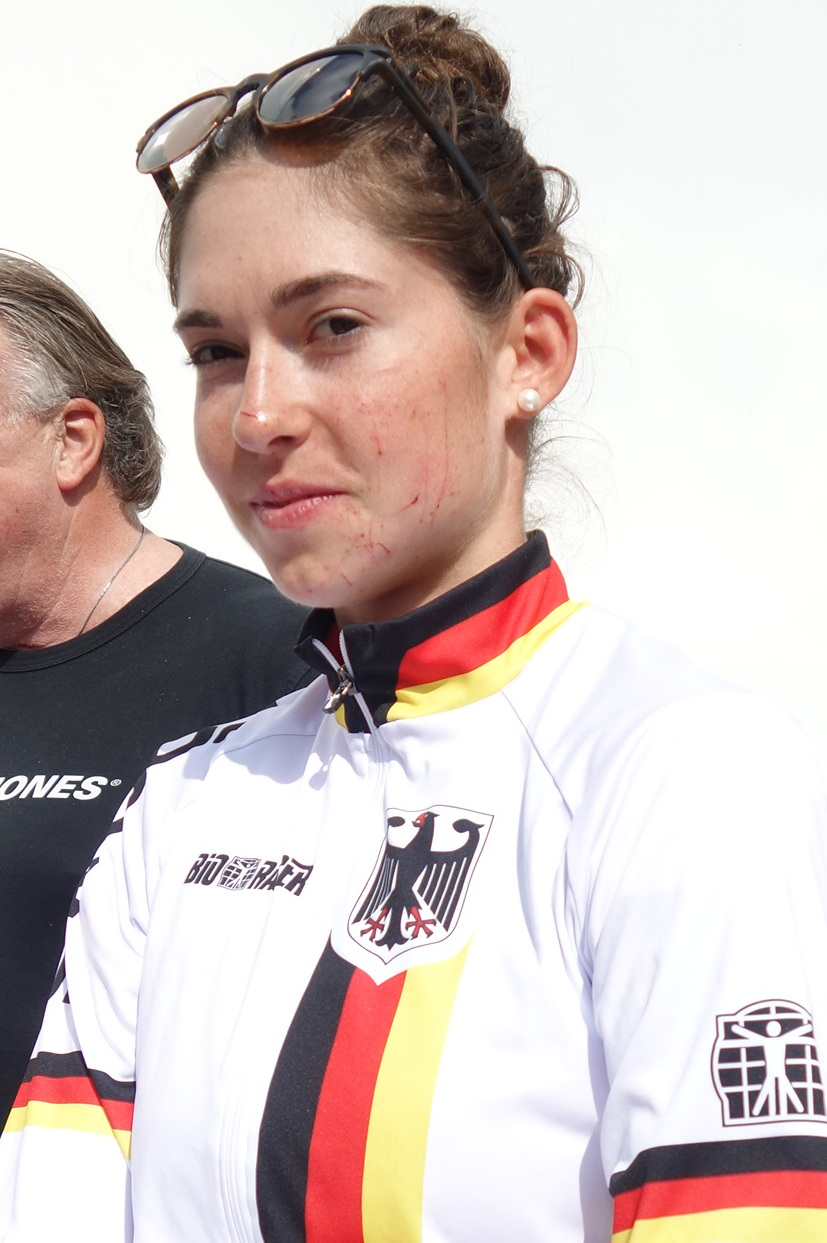
Christa Riffel in de Lotto Belgium Tour 2019

- 2017 -  Canyon-SRAM (stage vanaf 1 augustus)
- 2018 -  Canyon-SRAM
- 2019 -  Canyon-SRAM
- 2020 -  Canyon-SRAM
- 2021 -  Hitec Products
- 2022 -  Coop-Hitec Products